# Salim Ahmed Hamdan
Pour les articles homonymes, voir Hamdan.
Salim Ahmed Hamdan (en arabe سليم احمد حمدان ; né le 25 février 1968) est un ex-détenu de Guantánamo. Yéménite, il a été capturé fin novembre 2001, durant l'invasion de l'Afghanistan par les États-Unis, et a plus tard admis avoir été le chauffeur et garde du corps d'Oussama ben Laden, salarié à hauteur de 200 dollars par mois. Détenu en tant que « combattant ennemi », inculpé en 2004, puis condamné en août 2008 pour « soutien matériel » au « terrorisme » après un long épisode judiciaire, il a été libéré le 8 janvier 2009 après avoir purgé sa peine, fixée à 5 ans et demi de prison. De fait, il a été en détention pendant plus de huit ans.
Salim Hamdan est à l'origine de l'arrêt Hamdan v. Rumsfeld (en) de la Cour suprême, qui déclara en juin 2006 illégales les commissions militaires de Guantánamo, juridictions d'exception créées en novembre 2001 par ordre exécutif du président George W. Bush. Pour contourner cet arrêt, le Congrès vota ensuite le Military Commissions Act de 2006 octroyant une légitimité parlementaire à ces tribunaux, et Hamdan fut à nouveau inculpé et jugé devant ces juridictions militaires ne dépendant ni du Code de justice militaire, ni de la Constitution, ni des Conventions de Genève.

## Capture, transfert à Guantánamo et «aveux»
Salim Hamdan fut capturé en novembre 2001 par des milices afghanes lors de l'invasion du pays par les États-Unis, décidée par l'administration Bush après les attentats du 11 septembre 2001. Celles-ci le transférèrent aux militaires américains. Il fut d'abord détenu dans un centre de détention dans le Pandjchir, puis à la base aérienne de Bagram avant d'être transporté au camp de Guantánamo début 2002. Selon l'accusation, son véhicule transportait deux missiles sol-air lors de sa capture,.
Dans un documentaire de David Carr-Brown et Fabrizio Calvi (F.B.I., l’histoire du Bureau par ses agents), l'un des agents du FBI ayant interrogé Hamdan, Ali Soufan, déclara que c'est ce dernier qui avait permis aux États-Unis de connaître l'appartenance à Al-Qaïda des pirates de l'air du 11 septembre 2001 en reconnaissant ceux-ci sur des photos qui lui avaient été présentées.

## Inculpation et arrêtHamdan v. Rumsfeldde la Cour suprême
Après près de trois ans de détention extra-judiciaire en tant que « combattant ennemi », il fut inculpé le 13 juillet 2004 de « soutien matériel » au terrorisme et de « complot » avec al-Qaïda en vue de commettre des crimes de guerre (tels que des attaques contre des civils, la destruction de biens par des combattants illégaux et la participation aux attentats du 11 septembre,) par une commission militaire de Guantánamo, une juridiction d'exception créée par ordre exécutif du président George W. Bush en novembre 2001. Salim Hamdan déposa alors une requête d'habeas corpus, soutenant l'illégitimité des commissions militaires puisqu'aucune des garanties apportées par la Constitution des États-Unis d'un côté, par les Conventions de Genève de l'autre, ne lui étaient accordées. Ce long processus judiciaire aboutit, en juin 2006, à l'arrêt Hamdan v. Rumsfeld (en) de la Cour suprême, qui jugea en l'espèce que l'accusé avait droit à un procès équitable et au statut de « prisonnier de guerre » lui accordant les garanties des Conventions de Genève.

### La contestation du statut de «combattant ennemi» et des juridictions d'exception
S'appuyant sur l'arrêt Hamdi v. Rumsfeld (en) (2004) de la Cour suprême, il contesta son statut de « combattant ennemi » devant un Tribunal de révision du statut des combattants (en) (Combatant Status Review Tribunal), juridiction créée en juillet 2004 par le vice-secrétaire à la Défense Donald Rumsfeld à la suite de l'arrêt Hamdi. Celle-ci déclara qu'il pouvait être légalement détenu par les États-Unis en tant que « combattant ennemi » ou « personne d'intérêt ».
Le 8 novembre 2004, le juge James Robertson (en) de la Cour de district des États-Unis pour le district de Columbia déclara, dans l'arrêt Hamdan v. Rumsfeld, que celui-là ne pouvait être jugé par une commission militaire qu'à condition que l'administration prouve qu'il n'était pas un « prisonnier de guerre », statut qui lui accorderait la protection des Conventions de Genève.
Le 15 juillet 2005, la Cour d'appel pour le circuit du district de Columbia annula cet arrêt à l'unanimité des trois magistrats en titre (Arthur Raymond Randolph (en), John G. Roberts, Jr. et Stephen F. Williams (en)). La Cour d'appel fonda sa décision sur trois motifs principaux: d'abord, les commissions militaires avaient été autorisées par le Congrès des États-Unis, ce qui en faisaient des juridictions aptes à juger les « combattants ennemis » ; ensuite, le pouvoir judiciaire américain n'avait aucun droit à appliquer directement les Conventions de Genève (sur l'application directe de normes internationales, voir Dualisme et monisme en droit international et Medellín v. Texas, 2008, postérieur cependant à ce jugement); enfin, même si les Conventions de Genève auraient pu s'appliquer, elles ne concernaient pas les membres d'Al-Qaïda capturés dans une guerre qui n'opposait pas deux États entre eux, mais un État à une organisation déclarée terroriste.

### L'arrêt Hamdan v. Rumsfeld de la Cour suprême (2006) et le Military Commission Act
Dès lors, Hamdan fit à son tour appel devant la Cour suprême. Celle-ci jugea, le 29 juin 2006, dans l'arrêt Hamdan v. Rumsfeld (en), que le gouvernement n'avait pas le droit de faire juger les détenus par des commissions militaires, et qu'il s'agissait d'une violation de l'article 3 de la Convention de Genève sur les prisonniers de guerre. Cet article stipule que les prisonniers capturés sur le front doivent être traités de façon humaine et doivent être jugés au cours d'un procès équitable devant « une cour régulièrement constituée offrant toutes les garanties judiciaires ».
L'arrêt affirmait en outre que le Detainee Treatment Act de 2005, qui suspend le recours en habeas corpus, ne s'applique pas aux recours qui ont été intentés avant son adoption, ne pouvant être rétroactif.
Le juge John G. Roberts, qui siégeait à la Cour d'appel de Columbia ayant statué sur Hamdan mais avait entre deux été nommé à la Cour suprême, s'abstint de participer aux délibérations de la Cour suprême ayant déjà intervenu dans l'affaire.
Pour répondre à cet arrêt, le Congrès vota le Military Commissions Act de 2006, autorisant ainsi les commissions militaires de Guantánamo, auparavant légitimées uniquement par ordre exécutif. La loi permettait notamment à ces juridictions d'exception de connaître des crimes de guerre, et équivalait ainsi à annuler la portée de l'arrêt de la Cour suprême. L'affaire fut donc, à nouveau, renvoyée devant les commissions militaires.
Plus précisément, la loi limitait les droits juridiques de toute personne « engagée dans des hostilités ou qui apporte son soutien volontaire et matériel aux hostilités contre les États-Unis », autorise les témoignages par ouï-dire (hearsay), accepte les aveux forcés (point surnommé The Torture Law), nie l'habeas corpus, et d'autres restrictions.

## Nouveau procès devant les commissions militaires de Guantánamo
Le 10 mai 2007, Hamdan fut à nouveau inculpé des mêmes chefs d'accusation. Le 4 juin 2007, deux tribunaux de révision du statut de combattant (en) distincts, juridictions militaires d'exception, respectivement présidées par le colonel Peter Brownback (en) et le capitaine Keith J. Allred (en), se déclarèrent incompétente pour juger Hamdan et Omar Khadr, jeune Canadien détenu à Guantánamo (âgé de 20 ans lors de ce jugement, et de 15 ans lors de sa capture). En effet, ces tribunaux militaires affirmèrent que le Military Commissions Act de 2006 ne leur accordaient le droit que de juger les « combattants ennemis illégaux » (unlawful enemy combatants) alors que Hamdan et Khadr étaient dotés du statut de « combattants ennemis » (enemy combatant).
Le capitaine Allred avait jugé qu'Hamdan n'avait jamais été « individuellement caractérisé » en tant que « combattant ennemi illégal. Par conséquent, Hamdan devait avoir droit au statut de « prisonnier de guerre ». »
Une distinction était de plus faite entre le statut de « combattant ennemi » et de « combattant illégal », le capitaine Allred considérant que le premier statut, défini par les statuts des commissions militaires, accordait davantage de garanties pour la défense que le second, défini par le Military Commissions Act.
L'arrêt semblait alors remettre en cause la possibilité de juger les détenus de Guantánamo devant ces juridictions d'exception. En théorie, l'administration pouvait faire appel, mais les juridictions d'appel n'avaient à l'époque pas encore été établies. À l'époque, le seul détenu de Guantánamo à avoir été jugé et condamné était l'Australien David Hicks (en), condamné à 9 mois de prison en mars 2007.
Mais le 21 décembre 2007, après une procédure d'appel, le même juge militaire Allred déclara spécifiquement Hamdan comme « combattant ennemi illégal », ôtant toute portée spécifique à l'arrêt antérieur. La commission militaire lui dénia donc le statut de prisonnier de guerre, rejetant les arguments de la défense qui affirmait que les armes transportées par Hamdan lors de sa capture (des missiles sol-air) étaient à destination de combattants ennemis régulier luttant dans le cadre d'un conflit régulier, tombant sous les Conventions de Genève (en l'espèce, la guerre contre l'État afghan alors aux mains des talibans).
Lors d'une audition devant les commissions militaires, le 8 février 2008, les avocats de Hamdan (dont le civil Joseph McMillan) exigèrent, sans succès, qu'on cesse de maintenir Hamdan à l'isolement. Détenu jusqu'en 2006 dans le camp no 4 de Guantanamo, il avait en effet été transféré ensuite dans le camp no 5 où les détenus étaient maintenus à l'isolement. La défense qu'il était affecté de trouble de stress post-traumatique et était exposé à des pensées suicidaires. Ils indiquèrent en outre qu'il manquait à la défense une partie des dossiers concernant Hamdan, mais l'accusation répliqua en prétendait qu'il s'agissait d'informations triviales. Enfin, ils soutinrent que le Military Commissions Act de 2006 avait créé de nouvelles violations du droit de la guerre qui ne pouvaient être appliquées de façon rétroactives.
Le 29 avril 2008, Hamdan déclara qu'il rejoignait le mouvement de boycott des commissions militaires de Guantánamo (en), lancé dès 2006 par le détenu yéménite Ali al-Bahlul (en) en protestation contre la privation de leurs droits à un procès équitable, et qui avait gagné de l'importance courant 2008.

## Le jugement définitif (2008)
Le procès effectif de Hamdan commença le 21 juillet 2008. Le New York Times déclara que les chefs d'inculpation contre Hamdan n'étaient pas publics, mais semblaient inclure des faits tels que ceux d'avoir vérifié la pression des pneus et le niveau d'huile .
Auparavant présenté comme un « dangereux terroriste », Hamdan n'était devenu plus que le chauffeur de Ben Laden, n'ayant qu'une connaissance confuse des projets d'Al-Qaïda, le débat portant essentiellement sur sa connaissance de ces projets, tandis que l'accusation soutenait que l'assistance matérielle qu'il fournissait en tant que chauffeur était décisive à l'exécution des projets terroristes de Ben Laden.
La défense parlait au contraire de « culpabilité par association », tandis que l'agent du FBI ayant interrogé Hamdan, Ali Soufan, déclarera dans un documentaire ultérieur que lors de son interrogatoire, postérieur de peu au 11 septembre, Hamdan avait marqué un étonnement significatif lorsqu'il avait appris que les personnes qu'il avait reconnu sur des photographies étaient les pirates de l'air et que donc c'était bien Al-Qaïda qui avait organisé les attentats. Selon ce témoignage, il avait donc été tenu dans l'ignorance des projets de Ben Laden. Le professeur d'histoire islamique Brian Glyn Williams témoigna pour la défense en soulignant le faible niveau d'éducation de Hamdan et le fait qu'il n'avait fait que soutenir la mission d'Al-Qaïda concernant l'appui aux « guerriers islamiques » sans avoir participé à aucun jihad de fait, c'est-à-dire d'actes terroristes.
Lors du procès, la défense (dont l'avocat Harry H. Schneider Jr.) accusa notamment les interrogateurs d'avoir soumis Hamdan à des humiliations sexuelles effectuées par une femme,. Le juge militaire Allred décida, après débat, d'admettre le témoignage à charge de l'agent du FBI Robert McFadden, qui déclarait que Hamdan lui avait affirmé, lors d'un interrogatoire de mai 2003, avoir juré un serment de fidélité (bayat) à Ben Laden. La défense avait tenté d'écarter ce témoignage en se justifiant sur le fait qu'il avait été obtenu via un « interrogatoire coercitif ». Cet interrogatoire, ayant eu lieu dans des conditions inhabituelles, eut lieu un mois après le memorandum du secrétaire de la Défense Donald H. Rumsfeld utilisant l'usage de « techniques dures d'interrogatoires » (harsh), qualifiées de torture par les opposants à ces techniques et par des rapports parlementaires ultérieurs. Hamdan nia lors du procès avoir avoué tout serment de fidélité pendant cet interrogatoire.
Le procureur réclamait une sentence de « 30 ans à vie » (30 ans incompressible pouvant être indéfiniment renouvelés, une sentence également appliquée par le système judiciaire fédéral ordinaire), tandis que la défense demandait une peine de moins de 45 mois (il avait alors été détenu depuis 61 mois).
Salim Hamdan fut finalement acquitté du chef d'accusation de « complot » avec al-Qaïda en vue de commettre des crimes de guerre le 6 août 2008, tout en étant jugé coupable de « soutien matériel » au terrorisme.
Il fut condamné à 5 ans et demi de prison, la commission militaire considérant par ailleurs que les cinq années de détention effectuée à Guantánamo devaient être prises en compte comme s'il s'agissait d'une détention préventive ordinaire. Un porte-parole du Pentagone fit toutefois remarquer qu'une fois sa peine purgée, il pourrait de nouveau être considéré comme un « combattant ennemi », ce qui autoriserait sa détention pour une durée indéfinie.
Le 26 septembre 2008, le procureur militaire en chef de Guantanamo, Lawrence Morris (en), demanda une nouvelle audition afin que les années de détention effectuées ne soient pas prise en compte dans le calcul de sa peine. Cette requête fut rejetée le 31 octobre 2008 par le juge militaire Allred.
Fin novembre 2008, Salim Hamdan fut transféré au Yémen pour y purger le reste de sa peine, et fut finalement libéré le 8 janvier 2009, ayant purgé celle-ci.